# Cleo Massey
Cleo Massey (* 19. November 1993 in Launceston City, Tasmanien) ist eine australische Schauspielerin.

## Familie
Cleo Massey ist Tochter von Anna Waters-Massey und Schwester von Joey Massey, ebenfalls beide Schauspieler.

## Wirken
Mit ihrer Mutter spielte sie 2006 zusammen im Kurzfilm Humidity Rising und wurde im gleichen Jahr für die Fernsehserie H2O – Plötzlich Meerjungfrau in der Rolle der elfjährigen Kim Sertori gecastet. Währenddessen übernahm sie kleinere Rollen in Meine peinlichen Eltern und Monarch Cove. Im Jahre 2008 spielte sie die Rolle der Aash Aaron in Vigilante und die Rolle der Direktorin in I.C.U.
Seit 2010 entschied sich Massey nach dem Vorbild ihrer Mutter für Rollen in Kurzfilmen. Im Jahre 2015 schlug sie die Karriere einer Regisseurin ein und führt bei der Fernsehserie Stage Mums Regie.

## Filmografie (Auswahl)
- 2006: Meine peinlichen Eltern (Mortified, Fernsehserie, Episode 1x02)
- 2006: Monarch Cove (Fernsehserie, 4 Episoden)
- 2006–2010: H₂O – Plötzlich Meerjungfrau (H2O: Just Add Water, Fernsehserie, 40 Episoden)
- 2006: Humidity Rising
- 2008: Vigilante
- 2009: I.C.U.
- 2010: The Little Things
- 2015: Dynamic Pizza (Fernsehserie, Episode 1x02)
- 2016: Paul and Elaine (Fernsehserie, Episode 1x01)
- 2018: Club der magischen Dinge (The Bureau of Magical Things, Fernsehserie, Episode 1x11)
- 2018: Stage Mums (Fernsehserie, 8 Episoden)
- 2021: She’s Got Balls (Fernsehfilm)
- 2022: Beat
- 2024: Planted (Fernsehserie, 4 Episoden)
- seit 2024: Forest Road (Fernsehserie, Stimme)
- 2025: Apple Cider Vinegar (Fernsehserie 1x03)